# Mayridia americana
Mayridia americana är en stekelart som beskrevs av Timberlake 1926. Mayridia americana ingår i släktet Mayridia och familjen sköldlussteklar. Inga underarter finns listade i Catalogue of Life.